# Club Jaiba Brava
El Club Jaiba Brava, comúnmente llamado Tampico Madero, es un club de fútbol que milita en la Liga de Expansión de México. Disputa sus partidos como local en el Estadio Tamaulipas, ubicado entre los límites de los municipios de Tampico y Ciudad Madero, Tamaulipas, México. Se le conoce como «los Jaibos» o «la Jaiba Brava» del Tampico Madero.

## Historia

### 1982 - 1990: Deportivo Social Tampico Madero
El puerto de Tampico, Tamaulipas no se quedó sin fútbol de la Primera División de México al descender el Tampico FC en la temporada 1981-82, ya que el Sindicato de Trabajadores Petroleros de la República Mexicana adquirió la franquicia del equipo Atletas Campesinos, de Querétaro, Querétaro, y surgió así un nuevo club, el Deportivo Social Tampico Madero (o simplemente Tampico Madero), integrado con elementos del Atl. Campesinos y del descendido Tampico.
Su debut se efectuó el 5 de septiembre de 1982 al recibir al Necaxa en la primera jornada de la temporada 1982-83, su primer técnico fue el uruguayo Roberto Matosas, el marcador fue favorable para los petrojaibos 3-2 y Gustavo León anotó el primer gol en la historia del nuevo equipo tamaulipeco.
El Tampico-Madero clasificó a 3 liguillas, las dos primeras correspondientes a los torneos cortos PRODE 85 y México 86, jugados previo a la Copa del Mundo, en los cuales logró el subcampeonato. En el primero perdiendo una histórica ventaja global de 4-1 sobre el América obtenida en el juego de ida en el estadio Tamaulipas, perdiendo 4-0 en la vuelta en el Estadio Azteca. En el segundo nuevamente ganó la ida como local 2-1, pero perdió 2-0 la vuelta ante el Monterrey.
Su mejor temporada fue la 1988-89 en la que ganó 20 juegos y anotó 87 goles, entre los cuales están los 7 que le metió al Toluca el 18 de septiembre de 1988, logrando el marcador favorable más grande de su historia.
En la temporada siguiente, la 1989-90, el equipo fue desmantelado, quedándose sin la mayoría de sus figuras de la temporada anterior, siendo el caso de jugadores como: Gerardo Durón, Mario Hernández, Vinicio Bravo, Mariano Puyol, Jorge Patiño, entre otros. El equipo arrancó mal el torneo, y los jugadores de refuerzo poco a poco abandonaron el club luego de no rendir lo suficiente tras el transcurso del campeonato, entre ellos: el ex-figura americanista Agustín Manzo, que luego tuvo problemas de lesiones y que al final únicamente jugó dos partidos; Omar Mendiburú tuvo altercados con la directiva y con los técnicos que dirigieron al equipo; el uruguayo Hugo Fernández y Tomás Boy; este último era su debut como entrenador de primera división. Los futbolistas argentinos José Sergio Celis, Claudio César Baravanne y el uruguayo Marcelo Rotti que tuvieron que irse sin ser debidamente indemnizados. Los petrojaibos pudieron nada más retener en sus filas a estrellas como: Sergio Lira (excampeón goleador), el argentino Eduardo Bacas, Ricardo Moreno, Hugo Pineda, Edmur Lucas (de origen brasileño), los novatos Joaquín del Olmo y David Rangel, entre los más destacados. Al final de la campaña regular, el equipo se salvó de descender a la entonces segunda división por un punto, quedándose con 29 puntos, uno arriba del Atlante que se había quedado con 28; esto debido a un empate de 0-0 con el Irapuato y a que los Potros de hierro le ganaron 3-1 al Monterrey, pero no le fue suficiente.
Al final de la temporada 1989-90, luego de que algunos líderes del Sindicato Petrolero, propietarios del club, fueran encarcelados a causa de la detención de Joaquín Hernández Galicia "La Quina" (en una acción producida por la policía llamada El Quinazo en enero de 1989), la franquicia fue vendida a José Antonio García y Javier Vázquez y trasladada a Querétaro con lo que se produjo la primera desaparición del club.

### 1991 - 1995: Ascenso, cambio de plaza y desaparición
En 1991, el señor Antonio Pélaez Pier adquiere la franquicia del Atlético Potosino de la Segunda División de México y se la lleva a Tampico, resurgiendo así el Tampico-Madero, para competir en el torneo 1991-92.
Finalmente, participando en la Segunda División de México, logró el ascenso a Primera División en la campaña 1993-1994 luego de realizar los méritos indispensables como campeón de la rama inferior. Debido a problemas administrativos entre la directiva del equipo y los dueños del Estadio Tamaulipas (la Sección Uno del Sindicato de Trabajadores Petroleros de la República Mexicana) con sede en la Ciudad Madero, la franquicia cambió su sede nuevamente durante la temporada 1994-95 a la ciudad de Querétaro para dar vida al T.M. Gallos Blancos.
Antes del cambió de sede, se disputó el último partido de la Primera División de México en el estadio Tamaulipas, durante la jornada 12 de la temporada 1994-95, un día 20 de noviembre de 1994, cuando el Tampico Madero recibió a los Toros Neza, partido el cual ganaría Tampico con un marcador de 3-0. Después de este partido, el equipo jugaría de visitante la jornada 13, descansaría en la 14, y volvería a jugar de visitante en la 15, para que en la jornada 16 se diera el primer partido del nuevo T.M. Gallos Blancos en el Estadio Corregidora enfrentado al América, obteniendo una cuantiosa derrota de 2-8 en favor del conjunto azulcrema. Al final de dicha temporada, el híbrido equipo terminó descendiendo definitivamente.
Tras el cambio de sede a mediados de la temporada 1994-95, el equipo fue filial del Puebla entre 1995 y 1998, jugando principalmente en la Primera División 'A' de México.

### 2000 - 2009: Nuevo Milenio
En 2001, el equipo Águilas de Tamaulipas ascendió de la Segunda División de México a la Primera División 'A' de México y tomó el nombre de Tampico Madero. Sin embargo, el equipo solo jugó un año hasta que fue trasladado a La Piedad, Michoacán por falta de apoyo de empresarios locales.
En 2005, el equipo volvió a competir en la Primera División 'A' de México, ahora como parte de la estructura deportiva del Atlante F.C., Tampico Madero sirvió como filial del equipo por algunos años y luego como club independiente. Sin embargo, en 2009 se disolvió debido a la reforma de la liga que establecía requisitos que el club no podía cumplir. El club pudo seguir jugando en el tercer nivel de Fútbol mexicano, porque mantuvo su plantel subsidiario que jugaba en esa liga y se convirtió en el equipo principal.
A partir de la temporada 2009-2010, la franquicia del Tampico Madero desapareció junto con otras 9 franquicias por decreto de la FMF, y no pudo jugar más en la Primera División 'A' de México, la cual fue renombrada como Liga de Ascenso.

### 2010 - 2012: Grupo Pachuca
Para la temporada 2010-2011, la directiva del Club de Fútbol Tampico Madero llegó a un convenio con la directiva del Pachuca para mudar de sede a la Universidad de Fútbol al Estadio Tamaulipas jugando así el Tampico Madero en la Segunda División de México, colocándose en el grupo de la zona centro.
En el Apertura "Independencia" 2010, la Jaiba Brava tuvo una excelente temporada consiguiendo el liderato general (empatado con el Celaya y la filial del Querétaro) avanzando a los octavos de final contra la Unión de Curtidores. En el partido de ida, el cuadro cuerero lo venció 1-0, pero en la vuelta La jaiba le pegó con un marcador de 4-0 (global 4-1) avanzando a los cuartos de final. En los cuartos de final enfrentarían al cuadro de Inter Playa del Carmen, siendo vencido 2-1 en la ida para en la vuelta anotarle dos más (global 4-1). En la semifinal, los jaibos enfrentaron al Club Proyecto Tecamachalco, venciendo en el partido de ida por 4 a 1, y ya en el Estadio Tamaulipas consiguieron un 3-1 que les dio el pase a la gran final (global 7-2).
En la final enfrentarían al Celaya en la ida ante 25,000 espectadores en el Estadio Miguel Alemán Valdez; la jaiba anotó dos goles por 3 del Celaya (3-2) y en la final de vuelta, ante un Estadio Tamaulipas casi lleno, La jaiba remontaría el marcador viéndose abajo del marcador desde los primeros minutos con un 2-1. Se terminó el tiempo reglamentario y también los tiempos extras llegando hasta la instancia de los penaltis, en donde La jaiba erró más veces (1-3), ganando así el Celaya su derecho a jugar por un boleto para el ascenso.
En el Clausura "Revolución" 2011, se logra otra buena temporada quedando en el quinto lugar de grupo con un total de 25 puntos teniendo derecho a participar en la liguilla, pero por adeudos con la FMF se le quita su derecho a participar.
En el torneo Apertura 2011, el cuadro celeste clasifica de nueva cuenta a la liguilla con un total de 21 puntos, avanzando de milagro en la última jornada siendo séptimo lugar de su grupo, enfrentando en los cuartos de final a la filial del Guadalajara (Chivas Rayadas), ganando en la ida ante más de 10,000 aficionados por marcador de 1-0 con gol de Sergio Céspedes del último minuto. Pero en la vuelta la suerte no sería la misma, ya que la jaiba perdería por un rotundo 3-1 (global 3-2) siendo eliminado de la liguilla.
Para el torneo Clausura 2012, de nueva cuenta la jaiba clasificaría a la liguilla de milagro con 25 puntos siendo séptimo lugar de grupo, enfrentaría en los octavos de final a los Dorados de Chihuahua perdiendo en casa 0-2 ante la mejor entrada del torneo para ir a jugar a Chihuahua trayéndose a casa un fulminante 4-0 (global 0-6) que lo eliminaba de la liguilla.
El siguiente torneo Apertura 2012, volvería a clasificarse a la liguilla, enfrentando en los octavos de final al Real Cuautitlán, en la ida la jaiba se impondría 1-0, sin embargo en la vuelta serían goleados 5-0 (global 5-1), quedando eliminados de nueva cuenta en octavos de final. Tras este último torneo, empezaría una debacle en el equipo jaibo, ya que los dos torneos siguientes del 2013, Clausura y Apertura, los terminarían con resultados mediocres, además que el Grupo Pachuca termina el convenio con los jugadores y dejan la administración del equipo, dejándola en manos de empresarios locales.

### 2013: Pésimos resultados
En el Clausura 2013, la jaiba terminaría en el último lugar del torneo, siendo el puesto 32° y en el siguiente torneo, Apertura 2013, terminaría el torneo en el puesto 25°.
Para el Clausura 2014, empresarios italoargentinos dirigido por Marcelo Segundo tomarían las riendas de la directiva del equipo, lastimosamente al final del torneo la jaiba terminaría en el puesto 28° general.

### Apertura 2014: Tiempos difíciles
Iniciando el Apertura 2014, Tampico Madero descansaría la primera jornada, de esta forma iniciando el torneo en la jornada 2, la jaiba arrancaría el torneo de visitante contra el Reynosa FC, ganando por un marcador de 0-2.
A mediados de semana, después de la jornada 2, un comunicado de la Segunda División de México daría a conocer que, en el partido Reynosa FC vs Tampico Madero con marcador de 0-2, quedaría anulada la victoria para la jaiba, ya que no se encontraba registrado un jugador del plantel que participó en dicho juego, siendo esto antirreglamentario, la jaiba perdía el partido en la mesa, con un marcador de 3-0.
Se empezó a rumorear entre la afición porteña, que Tampico Madero podría ser desafiliado de la Segunda División de México, ya que no había pagado una deuda de más de 2 millones de pesos a la Federación Mexicana de Fútbol, deuda que se venía acumulando desde hace 4 años atrás. El plazo que se estipuló para pagar la deuda sería a inicios de la semana posterior a la jornada 3.
Los rumores entre la afición se extendieron, habiendo mucha incertidumbre sobre el futuro de la franquicia. Para la jornada 3 la jaiba nuevamente sería visitante contra UAZ de Zacatecas, perdiendo por un marcador de 4-0 a favor de los locales. Después de la jornada 3 el DT del conjunto jaibo, Hugo Serrano, dejaría las riendas del equipo por problemas personales.
Los directivos del equipo aparecieron diciendo que harían lo posible por saldar la deuda, pidiendo apoyo a las empresas locales, autoridades y negocios, para poder conseguir un aporte económico con el fin de ir bajando la deuda poco a poco y que se fuera aplazando. El día en que se terminó el plazo, no hubo ninguna noticia o novedad.
No se sabía con claridad si el equipo jugaría lo que restaba del torneo, por la desafiliación y por el DT que se retiró del plantel. A mediados de semana, se mencionó que se había conseguido aplazar la deuda con la FMF, aunque nada claro al respecto. Enfrentarían en la jornada 4 a los Coras de Tepic (filial). Al final el partido se llevó a cabo, terminando con un empate de 1-1, rescatando la jaiba el empate a último minuto.
Después de ese partido, durante las siguientes tres jornadas obtuvieron una victoria y dos derrotas, e incluso, algunos de estos partidos los disputaron sin DT.
Semanas posteriores, se confirmó que la FMF se haría cargo de las riendas del equipo, para así salvar la franquicia y evitar su desafiliación, esperando su futura adquisición, por lo tanto, la directiva se retiraba definitivamente del equipo. El 3 de octubre de 2014, tras tomar el control del equipo, la nueva administración enviada por la Federación, designó a un nuevo director técnico, el cual sería Marco Antonio Trejo, para que dirigiera las 6 jornadas restantes del torneo, de las cuales ganó 2 y perdió 4. Al término del torneo, el equipo quedó en el puesto 23° general.

### 2015: Grupo Tecamachalco
El Grupo Tecamachalco adquirió la franquicia al término del Apertura 2014, para oficialmente iniciar su gestión en el torneo Clausura 2015, torneo en el cual el equipo acaba sexto y es eliminado en los cuartos de final de liguilla frente al Cruz Azul Hidalgo por un global de 2-3 en el Estadio Tamaulipas.
Para el Apertura 2015 el equipo consigue estar invicto hasta la penúltima jornada, jornada que perdió por un marcador de 2-1 contra los Pioneros de Cancún terminando el torneo en el tercer lugar general. 
Para la liguilla enfrentarían en cuartos de final a los Mineros de Zacatecas (filial) teniendo como resultado de ida un empate 1-1 y en la vuelta 4-0 (global 5-1). Sin embargo, en las semifinales son eliminados por los Potros UAEM con un marcador de 1-4 en el Estadio Alberto Chivo Córdoba.

### Clausura 2016: Campeón
En el Clausura 2016 el conjunto del Tampico Madero logra acceder a la liguilla tras quedar en cuarto lugar. 
En los cuartos de final enfrentaron a los Potros UAEM y con un global de 5-1 avanzó a semifinales.
En la semifinal se enfrentaría al equipo que le quitó lo invicto los Pioneros de Cancún. No hubo goles en la serie, pero por posición en la tabla, la Jaiba Brava avanzaba a la gran final. 
El rival en la gran final fue el Murciélagos FC y con un 0-2 en la ida y un 0-0 en la vuelta se coronó campeón y consiguió un boleto para jugar por el ascenso contra los Potros UAEM (campeón del torneo pasado).
Finalmente, la Jaiba Brava pierde la serie por el ascenso por un global de 0-1 a favor de Potros UAEM. Siendo el partido de vuelta en el Estadio Tamaulipas, al finalizar el encuentro se suscitó una invasión de cancha y múltiples hechos violentos en las inmediaciones del estadio, con lo cual se suspendió la premiación.

### Orlegi Deportes
A inicios de liguilla del Clausura 2016 de la Segunda División de México se confirmó que los dueños del equipo Santos Laguna habrían hecho un convenio con el Grupo Tecamachalco para adquirir el 50% del equipo, y con ello hacer una sinergia en cuestiones deportivas, sociales y de infraestructura.
Días después, en conferencia de prensa, Alejandro Irarragorri, presidente del consejo de administración de Orlegi Deportes, hizo el anuncio junto con Fernando San Román Cervantes (presidente del Grupo Tecamachalco), de la inversión que realizará la empresa en el Tampico Madero, dejando en claro que el proyecto en Tamaulipas será autónomo y que ni el Santos Laguna, ni los Alebrijes (equipo del Grupo Tecamachalco) estarán inmiscuidos en la parte deportiva del club.
El 23 de mayo de 2018, se anuncia vía un comunicado la compra total y definitiva de las acciones de Fernando San Román Cervantes, y Javier San Román Celorio, por parte de Orlegi Deportes, de esta manera la empresa de Alejandro Irarragorri adquiere el 100% de las acciones del TM Fútbol Club.

### Regreso al Ascenso MX
Días después de haber finalizado el torneo, Orlegi Deportes hizo la respectiva entrega del cuaderno de cargos y de los documentos necesarios 
respecto al estadio a la Federación Mexicana de Fútbol para con ello hacer válido la posibilidad de que el Tampico Madero juegue en la Liga de Ascenso la próxima temporada, con lo que días después se confirmó que así sería, ya que el Atlético San Luis (equipo militante en esa división) dejaría de participar por decisión de sus propietarios, con lo cual dejaría una plaza libre y esta sería tomada por Orlegi para pasarla a Tampico Madero, y así, oficialmente la Jaiba Brava jugaría en la división de ascenso (cabe aclarar que a partir de aquí el equipo cambio de nombre a: TM Fútbol Club, y este cambio se debió por cuestiones administrativas con respecto al nombre anterior, Tampico Madero).
Al finalizar el Clausura 2019, el equipo concluyó la temporada en el último lugar de la tabla porcentual, lo que implicaba el descenso del club a la Serie A. Sin embargo, debido al reglamento de la liga, la escuadra pudo continuar militando en el Ascenso MX tras pagar una multa de 15 millones de pesos.

### Liga de Expansión MX
En 2020, debido a una reestructuración derivada de la crisis económica que padecían los equipos del circuito, el Ascenso MX pasó a convertirse en la Liga de Expansión MX, un nuevo torneo en el cual los equipos no tendrían derecho al ascenso a la Liga MX durante seis años, pero recibirían apoyo económico para mejorar sus condiciones, el Tampico Madero fue uno de los clubes que apoyó la medida y se integró en la nueva liga.

### Guard1anes 2020: Campeón
El 20 de diciembre de 2020, el equipo se proclamó como el primer campeón en la historia de la Liga de Expansión, luego de derrotar al Atlante con un marcador global de 3-4. En mayo de 2021, el equipo no pudo lograr el trofeo de Campeón de Campeones tras ser derrotado por el Tepatitlán Fútbol Club. El 18 de diciembre de 2021, el equipo consiguió el subcampeonato en la Liga de Expansión MX, tras caer ante el Atlante.

### Venta del Grupo Orlegi y traslado
Durante el torneo Apertura 2021, la directiva encabezada por el Grupo Orlegi comenzó a presentar quejas sobre el estado del Estadio Tamaulipas, el cual incluso fue cerrado por las autoridades de protección civil debido al deterioro detectado en el área de gradas. Este hecho dio inicio a un conflicto entre la directiva del club y el STPRM, propietarios del inmueble, con acusaciones mutuas sobre la responsabilidad de la falta de mantenimiento del estadio.
El 20 de abril de 2022, el Grupo Orlegi anunció la venta del equipo al empresario Arturo Lomelí, que trasladó la franquicia al estado de Baja California Sur para fundar el Club Atlético La Paz.

### 2022: Club Deportivo y Social Tampico Madero
Tras la venta y traslado del TM Fútbol Club, se iniciaron gestiones para recuperar un equipo de manera inmediata. En mayo de 2022, se dieron a conocer los trámites para llevar una nueva franquicia a la ciudad, aunque en este caso pasaría a militar en la Liga Premier o la Segunda División de México. El 22 de junio de 2022, se presentó de manera oficial el nuevo proyecto bajo la denominación: Club Deportivo y Social Tampico Madero. El equipo se hace posible tras la adquisición de la franquicia que había pertenecido al Atlético Reynosa. La nueva entidad se encontrará regida bajo la presidencia de Enrique Badillo y contará con la posibilidad de obtener más socios a través de la venta de acciones del club a cualquier persona interesada en adquirirlas, esto con el objetivo de asegurar la continuidad del club en la plaza. El 1 de julio de 2022 se confirma oficialmente la participación de esta nueva franquicia, tras ser anunciado por las redes sociales de la Segunda División de México los nuevos clubes que participarían en la temporada 2022-23 de la Liga Premier - Serie A.
El Torneo Apertura 2022 representó el resurgimiento del Tampico Madero en el fútbol mexicano, la Jaiba Brava dominó el torneo desde sus inicios y finalizó el torneo invicto al sumar ocho victorias y dos empates en diez partidos, por lo que se aseguró su pase a la liguilla. En cuartos de final, el Tampico Madero eliminó a los equipos Club Sporting Canamy (6-3 en el global) y Chihuahua FC (3-2 global) para alcanzar la final del torneo, en donde era el claro favorito. Sin embargo, en el partido de ida fueron sorprendidos por los Tuzos de la Universidad Autónoma de Zacatecas que consiguieron imponerse por un marcador de 3-1, en la vuelta celebrada en el Estadio Tamaulipas el triunfo de la Jaiba por 1-0 fue insuficiente para superar al rival, por lo que el club se tuvo que conformar con el subcampeonato de la categoría.
Para el Torneo Clausura 2023, se repitió la dinámica dominadora de la Jaiba Brava. El equipo volvió a terminar el torneo invicto con nueve victorias y un empate, asegurando el liderato general de la competencia. En los cuartos de final el Tampico Madero sufrió para superar a los Gavilanes de Matamoros, cerrando la serie con un marcador global de 1-1 pero avanzando de fase por su mejor posición en la tabla. En las semifinales la Jaiba se impuso a los Cafetaleros de Chiapas con un global de 2-1, por lo que alcanzó su segunda final consecutiva. La serie final del torneo enfrentó al Tampico Madero con el Inter Playa del Carmen, en el partido de ida celebrado en Quintana Roo ambos clubes igualaron por 2-2. El marcador se repitió en la vuelta celebrada en el Estadio Tamaulipas, destacándose un dramático error del delantero Abraham Vázquez, quien falló un penal en el tiempo de compensación que le hubiera dado la victoria a la Jaiba Brava, tras este hecho el encuentro se fue a tiempo extra y posteriormente a los penales. En esta serie el Tampico Madero se impuso por 4-2 al Inter Playa, Abraham Vázquez marcó el penal definitivo que le dio su tercer título de Segunda División de México al Tampico Madero. La Jaiba Brava jugaría ante los Tuzos de la UAZ por el llamado Campeón de Campeones de la Liga Premier en una repetición de la final del Apertura 2022.
El partido de ida se jugó en Zacatecas, el juego se encontraba con el marcador 0-0 cuando fue detenido por incidentes violentos presentados en la tribuna al minuto 84, por lo que aficionados jaibos que hicieron el viaje debieron saltar al campo para protegerse, el juego fue suspendido 20 minutos después con el marcador 0-0. Días después el presidente de la Liga anunció que el resultado no sería modificado, lo que fue confirmado en la cédula oficial del partido dada a conocer por la Federación Mexicana de Fútbol.
Después de los incidentes violentos en Zacatecas quedaba por jugarse el partido de vuelta en el Estadio Tamaulipas, el encuentro debió jugarse un día más tarde de lo planeado originalmente debido a una tormenta presentada en la ciudad. Al minuto 82 cayó el único gol de la serie, un tanto anotado por el defensa Emmanuel Rivera, por lo que el Tampico Madero se proclamó campeón de la Liga Premier.
Tras obtener el título la alegría de la afición y directiva desapareció al informarse que el equipo no contaba con la licencia concedida por la FMF para poder participar en la Liga de Expansión. Posteriormente la directiva del club inició gestiones ante la Federación y la Liga para poder conseguir el ascenso que se había ganado en la cancha, además, Enrique Badillo dejó el cargo de presidente del equipo en favor de Andrés Arriaga, ya que el anterior dirigente consideraba que tenía un problema con los mandamases del fútbol mexicano. Sin embargo, las gestiones no fueron exitosas y el Tampico Madero debió permanecer en la Liga Premier.
Luego de la decepción generada por la exclusión de la Jaiba Brava de la Liga de Expansión, el club afrontó la temporada 2023-24 en la Liga Premier. En un principio el Tampico Madero tuvo problemas para encontrar su juego, sin embargo, en la segunda vuelta el equipo mejoró sus números de juego, logrando finalizar la fase regular en la segunda posición del Grupo 2, posición que le valió para entrar a la reclasificación de grupo.
En la recta final de la fase regular del torneo, el día 19 de marzo de 2024, Andrés Arriaga presentaría al nuevo presidente del Tampico Madero, mismo que no sería desconocido en la zona, ya que se trataba de Álvaro de la Torre, quien había sido auxiliar técnico y gerente general del club durante la etapa del TM Fútbol Club. Arriaga explicó que la llegada de Álvaro ayudaría a fortalecer los planes del club, de cara a llevar al equipo a la Liga de Expansión, a través de su gestión, y en conjunto con la sociedad de empresarios locales comprometidos con la meta. Asimismo, indicó que se mantendría como socio del club, en vísperas de conseguir los últimos pendientes para cumplir los requisitos de la Licencia Plus. Por su parte, Álvaro de la Torre comentó que se encontraba contento de regresar a la plaza, y señalo la gran importancia de poder contar con el empresariado y socios locales, quienes con su compromiso, lograrían llevar a cabo los objetivos trazados del club. 
En la reclasificación, el equipo de Tampico Madero eliminó al Inter Playa por un marcador global de 3-1; en la semifinal de grupo dejó fuera a Deportiva Venados tras empatar a un gol en el agregado, aunque pasando de ronda por su mejor desempeño en la fase regular; en la final del grupo la Jaiba se enfrentó al Racing Porto Palmeiras de Veracruz, mejor equipo del sector en la fase regular, en la ida celebrada en el Estadio Tamaulipas los celestes vencieron con un marcador de 1-0, mientras que en la vuelta jugada en territorio veracruzano un empate 2-2 permitió que el Tampico Madero alcanzara su segunda final de temporada consecutiva.
En la final de temporada el Tampico Madero se enfrentó al club Los Cabos United, ganador del Grupo 1. El partido de ida celebrado en Tamaulipas reflejó la superioridad de la Jaiba, dejando prácticamente sentenciada la eliminatoria con un marcador de 3-0. En el juego de vuelta, celebrado en Los Cabos el 25 de mayo de 2024, un empate 1-1 fue suficiente para que el Tampico Madero consiguiera el bicampeonato de la Liga Premier al hilo. Ante los temores de que el éxito deportivo no fuera suficiente debido a lo ocurrido en la temporada anterior, la directiva inició los trámites para asegurar su ascenso a través de la compra de una franquicia en la Liga de Expansión, quedando sujeta a la aprobación de la Femexfut. Sin embargo, finalmente el 12 de julio de 2024 el Tampico Madero fue aceptado como nuevo miembro de la Liga de Expansión en calidad de invitado, por lo que no fue necesario llevar a cabo la compra de otra franquicia.

### 2024: Club Jaiba Brava
Tras la inclusión del Tampico Madero en la Liga de Expansión, también se dio un cambio de nombre, pasando a llamarse Club Jaiba Brava.
La Jaiba Brava del Tampico Madero competiría su regreso a la Liga de Expansión en el Apertura 2024, mismo que no resultó favorable, quedando fuera de la contienda al no conseguir clasificarse a liguilla, llegando a la décima posición del torneo. Dado este resultado, la directiva del club decidió anunciar la salida de Gastón Obledo de la dirección técnica del equipo el 22 de noviembre del 2024. Por tanto, el 3 de diciembre del mismo año, Marco Antonio “Chima” Ruiz fue presentado por Álvaro de la Torre como nuevo entrenador de los celestes para el torneo Clausura 2025.
Para el Clausura 2025, la Jaiba conseguiría clasificarse a la liguilla del torneo, obteniendo el quinto puesto de la tabla general durante la fase regular, destacando la racha invicta que iniciaron desde la jornada 7 del torneo y hacia la recta final del mismo. Racha la cual se extendería, dado que en los cuartos de Final enfrentarían a los Toros del Celaya, ganando el partido de ida por un marcador de 1-0, mientras que en la vuelta conseguirían mantener el empate, quedando el partido en un 0-0, y con ello, clasificándose a las semifinales. Para las semifinales, la Jaiba Brava le tocaría enfrentarse contra los Mineros de Zacatecas, y justo como sucedió con Celaya, la Jaiba ganaría el partido de ida 1-0 con solitario gol de Juan Santacruz, y para el partido de vuelta de nueva cuenta conseguiría mantener su portería en ceros, consiguiendo el pase a la final del torneo con un marcador de 0-0.

## Estadio
El Estadio Tamaulipas cuenta con una capacidad de 19.667 espectadores, diseñado hace 50 años (1966).
Popularmente se le conoce como "La Perla del Golfo" y más recientemente como "El coloso de la Unidad Nacional" dada su ubicación en esa Colonia. Cabe señalar que este estadio se encuentra en Ciudad Madero y en el municipio de Tampico, cortado exactamente por la mitad de la cancha.
En la época de los 80's fue uno de los estadios más complicados, dado que el DT ordenaba que se regara el pasto antes del encuentro, y tenían la costumbre de jugar a las 3 o 4 p. m., con lo que hacía un calor infernal.
En el ciclo 2008-09, el estadio sufrió la mayor remodelación desde el momento de su creación, desde la colocación de butacas individuales en la zona de preferente y plateas, y la restitución de estas en butacas, y en total se instalaron 15,000; pintura general a todo el estadio, acceso para discapacitados, rehabilitación de vestidores, creación de 
sala de prensa y cuarto antidopaje, colocación de un marcador electrónico y pavimentación del estacionamiento.
Al llegar la administración de Grupo Tecamachalco, se han hecho una serie de mantenimientos y renovaciones al estadio, como los son: la colocación de una pantalla gigante, el mantenimiento y la administración adecuada de los palcos, una mejor iluminación (tanto en el estadio como en el estacionamiento), reencarpetado del pavimento del estacionamiento, etc.

## Máxima figura
Su máxima figura ha sido el delantero mexicano Sergio Lira oriundo de Tamiahua, Veracruz, quien en primera división conquistó 3 títulos de goleo individual: Prode 85, México 86 y 1988-89, convirtiendo un total de 102 goles siendo el máximo anotador en la historia del club y uno de los máximos anotadores en la historia de la Primera División de México.

## Rivalidades
El único Clásico que tiene el club es el "Clásico Tamaulipeco" en contra de los Correcaminos de la Universidad Autónoma de Tamaulipas, el cual se mantiene a favor de los Naranjas con un total de 14 victorias por 9 empates y 8 victorias para la Jaiba Brava en torneos oficiales. Sin embargo, en décadas pasadas, Tampico Madero disputó otros clásicos con equipos regionales. Uno era ante los Rayados del Monterrey en lo que se conocía como "Clásico del Noreste"; que incluso fue escenario de una Final del Fútbol Mexicano en 1986; y el otro ante los Tiburones Rojos de Veracruz; denominado "Clásico del Golfo", los cuales despertaban una gran pasión entre las respectivas aficiones. También se ha jugado un clásico contra los Petroleros de Salamanca llamado el "Clásico Petrolero" por las actividades económicas desarrolladas en dichas ciudades. Otro clásico denominado "Clásico del Golfo Tamaulipeco" se jugaba contra el Altamira FC donde incluso, han ocurrido disputas entre ambas aficiones.

## Himno
Escuchar Himno del Tampico Madero (Youtube)

## Jugadores

### Altas y bajas: Apertura 2025
| Altas             | Altas         | Altas                    | Altas    |
| Jugador           | Posición      | Procedencia              | Tipo     |
| ----------------- | ------------- | ------------------------ | -------- |
| Cristian González | Defensa       | Tlaxcala F.C.            | Libre    |
| Oliver Pérez      | Defensa       | Atlético de San Luis     | ?        |
| José Clemente     | Mediocampista | Mineros de Zacatecas     | Libre    |
| José Peralta      | Mediocampista | Dorados de Sinaloa       | Traspaso |
| Pablo Saldívar    | Mediocampista | C.F. Pachuca             | Préstamo |
| Óscar Rai Villa   | Delantero     | Xelajú M.C.              | Traspaso |
| Edson Torres      | Delantero     | Leones Negros de la UdeG | Traspaso |

| Bajas                 | Bajas         | Bajas        | Bajas                 |
| Jugador               | Posición      | Destino      | Tipo                  |
| --------------------- | ------------- | ------------ | --------------------- |
| Luciano Bocco         | Defensa       | Bandera de ? | Fin de contrato       |
| David Oteo            | Defensa       | Bandera de ? | Fin de contrato       |
| Raúl López            | Mediocampista | Bandera de ? | Fin de contrato       |
| Benjamín Muñoz        | Mediocampista | Bandera de ? | Fin de contrato       |
| Christopher Engelhart | Mediocampista | Bandera de ? | Fin de contrato       |
| Juan Angulo           | Delantero     | Bandera de ? | Fin de contrato       |
| José López            | Delantero     | Bandera de ? | Fin de contrato       |
| Víctor Minotta        | Delantero     | Bandera de ? | Fin de contrato       |
| Danilo Santacruz      | Delantero     | Bandera de ? | Rescisión de contrato |

### Jugadores destacados
| - Mario Acevedo - Juan José Muñante - Pablo Bocco - Esteban González - Mauricio Cienfuegos - Jorge Contreras - Tano Bertocchi - Francisco Solís Cruz - Manuel Guillén - Ricardo Castro Valenzuela | - Rubén Corbo - Bosco Frontan - Benjamín Galindo - Hugo Pineda - Ignacio Torres - Marc Crosas - Daniel Ludueña - Diego de Buen - Sergio Ceballos | - Joaquín del Olmo - Sergio Lira - Marco A. "Chima" Ruiz - Álex Domínguez - Bardomiano Viveros - Pareja López - Jair Pereira - Héctor Herrera - Ramón de la Torre - William Yarbrough - Omar Arellano Riveron |

## Entrenadores destacados
- Roberto Matosas 1982–1983
- Carlos Miloc 1983–1985
- Carlos Reinoso 1985–1987
- Tomás Boy 1989–1990
- José Luis Saldívar 1992–1993 y 2007
- Francisco "Panchillo" Fernández
- Rubén "Ratón" Ayala
- Daniel "El Travieso" Guzmán 2016–2017

## Uniforme
- Uniforme local: Camiseta celeste con una jaiba negra, pantalón negro y medias celestes.
- Uniforme visitante: Camiseta, pantalón y medias negras.

| Primer Uniforme | Segundo Uniforme |

### Uniformes anteriores
| Apertura 2022   | Apertura 2022    | Apertura 2022   | Apertura 2022 | Apertura 2022 | Apertura 2022 | Apertura 2022 | Apertura 2022 | Apertura 2022 | Apertura 2022 | Apertura 2022 | Apertura 2022 |
| --------------- | ---------------- | --------------- | ------------- | ------------- | ------------- | ------------- | ------------- | ------------- | ------------- | ------------- | ------------- |
| Primer Uniforme | Segundo Uniforme |                 |               |               |               |               |               |               |               |               |               |
| 2021-2022       |                  |                 |               |               |               |               |               |               |               |               |               |
| Primer Uniforme | Segundo Uniforme |                 |               |               |               |               |               |               |               |               |               |
| 2020-2021       |                  |                 |               |               |               |               |               |               |               |               |               |
| Primer Uniforme | Segundo Uniforme |                 |               |               |               |               |               |               |               |               |               |
| 2019-2020       |                  |                 |               |               |               |               |               |               |               |               |               |
| Primer Uniforme | Segundo Uniforme | Tercer Uniforme |               |               |               |               |               |               |               |               |               |
| 2018-2019       |                  |                 |               |               |               |               |               |               |               |               |               |
| Primer Uniforme | Segundo Uniforme | Tercer Uniforme |               |               |               |               |               |               |               |               |               |
| 2017-2018       |                  |                 |               |               |               |               |               |               |               |               |               |
| Primer Uniforme | Segundo Uniforme |                 |               |               |               |               |               |               |               |               |               |
| 2016-2017       |                  |                 |               |               |               |               |               |               |               |               |               |
| Primer Uniforme | Segundo Uniforme | Tercer Uniforme |               |               |               |               |               |               |               |               |               |
| Clausura 2016   |                  |                 |               |               |               |               |               |               |               |               |               |
| Primer Uniforme | Segundo Uniforme |                 |               |               |               |               |               |               |               |               |               |
| Apertura 2015   |                  |                 |               |               |               |               |               |               |               |               |               |
| Primer Uniforme | Segundo Uniforme |                 |               |               |               |               |               |               |               |               |               |
| Clausura 2015   |                  |                 |               |               |               |               |               |               |               |               |               |
| Primer Uniforme | Segundo Uniforme |                 |               |               |               |               |               |               |               |               |               |

### Uniformes históricos
| 1985 Segundo Uniforme | 1986 Primer Uniforme | 1989 Primer Uniforme |  |

### Indumentaria
| Período                       | Proveedor     | Marca |
| ----------------------------- | ------------- | ----- |
| Apertura 2011 - Apertura 2014 | ADX           |       |
| Clausura 2015                 | Lotto         |       |
| Apertura 2015                 | Kappa         |       |
| Clausura 2016                 | Umbro         |       |
| Apertura 2016 - Clausura 2017 | Lotto         |       |
| Apertura 2017 - Clausura 2022 | Charly Fútbol |       |
| Apertura 2022                 | Keuka         |       |
| Clausura 2023                 | New Era       |       |
| Serie A 2023-24               | Arrieta       |       |
| Apertura 2024 - Clausura 2025 | Pirma         |       |
| Apertura 2025 - Actualidad    | Keuka         |       |